# Emil Hallfreðsson
Emil Hallfreðsson (* 29. června 1984) je bývalý islandský profesionální fotbalista, který hrál na pozici středního záložníka nebo levého křídla.

## Klubová kariéra

### Počátky kariéry
Emil byl především levý záložník a do Tottenhamu Hotspur byl přiveden tehdejším sportovním ředitelem Frankem Arnesenem v prosinci 2004 poté, co strávil svá první profesionální léta v klubu Fimleikafélag Hafnarfjarðar v islandské lize.
Emil se stal pravidelným hráčem rezervy Tottenhamu Hotspur a hrál klíčovou roli při zisku titulu Spurs v Premier League Southern Reserve v sezóně 2005/06. Poté odešel na hostování do švédského klubu Malmö FF. V sezóně 2006 se mu v Malmö dařilo, když nastoupil do většiny zápasů, celkem odehrál 24 zápasů a vstřelil osm gólů. Na podzim se vrátil do Anglie poté, co se ho Malmö neúspěšně snažilo přesvědčit, aby zůstal.
Jeho cílem tehdy bylo dostat se do prvního týmu Spurs, ale ve zbývajících měsících v klubu nebyl vybrán na jediný zápas. V červenci 2007 byl prodán do norského klubu FK Lyn, kde měl zůstat až do roku 2010. Jeho prvním zápasem za klub bylo přátelské utkání proti Ham-Kam, po kterém následovalo 20minutové střídání v ligovém zápase proti Sandefjordu. Jeho první a jediné 90minutové vystoupení bylo proti Bodø/Glimt v norském poháru, ve kterém poslal krásný centr na Dylana Macallistera a ten vstřelil gól na 1:0, díky kterému Lyn zvítězil. O tři dny později klub překvapivě oznámil, že Emil odchází do Itálie do Regginy.

### Reggina
Svůj první zápas v Serii A odehrál 26. srpna 2007 při remíze 1:1 s Atalantou. Ve své první sezóně hrál v Reggině pravidelně, ale ve druhé sezóně hrál méně. V dubnu 2009 však vstřelil velkolepý gól proti Juventusu; Vstřelil gól svého týmu na 2:1, ale zápas skončil 2:2.

### Barnsley
Poté, co nebyl vybrán do prvního zápasu sezóny 2009/10 v Coppa Italia, domluvil si 14. srpna 2009 roční hostování v týmu EFL Championship Barnsley FC. Svůj první gól za Barnsley vstřelil 28. listopadu 2009 proti Plymouthu Argyle. Zápas byl však později přerušen kvůli podmáčenému hřišti. Jeho další gól přišel o dva týdny později, v domácím zápase s Newcastlem United, když ze šesti metrů trefil do brány centr od Daniela Bogdanoviće. Emilův gól srovnal stav na 1:1 a zápas nakonec skončil výsledkem 2:2.

### Verona
Dne 31. srpna 2010 Reggina zapůjčila Hallfreðssona do Verony. Ve své první sezóně ve Veroně pravidelně nastupoval v základní sestavě a byl rozhodujícím hráčem při postupu do Serie B. Na konci sezóny získal Emil cenu Mastino del Bentegodi pro týmového hráče roku. 22. června 2011, tři dny po vítězství v play-off First Division, Verona přeplatila Regginu a koupila si ho.

### Udinese
Dne 30. ledna 2016 se Emil připojil k Udinese Calcio, se kterým podepsal smlouvu do června 2018.

### Frosinone
Dne 31. července 2018 podepsal smlouvu s klubem Frosinone Calcio.

### Návrat do Udinese
Dne 1. března 2019 podepsal Emil po první polovině sezóny podruhé smlouvu s Udinese.

### Padova
Dne 4. ledna 2020 podepsal smlouvu s klubem Serie C Calcio Padova do konce sezóny 2019/20. Dne 16. září 2020 podepsal novou smlouvu s Padovou pro sezónu 2020/21.

### Virtus Verona
Dne 6. října 2021 podepsal Emil jako volný hráč jednoletou smlouvu s týmem Virtus Verona.

## Reprezentační kariéra
Emil byl vybrán islandským národním týmem na Mistrovství Evropy ve fotbale 2016.
V květnu 2018 byl jmenován do 23členného islandského týmu pro Mistrovství světa ve fotbale 2018 v Rusku.

## Statistiky

### Reprezentační
Platí k zápasu hranému 8. září 2020.
| Národní tým | Rok     | Zápasy | Góly |
| ----------- | ------- | ------ | ---- |
| Island      | 2005    | 1      | 0    |
| Island      | 2006    | 3      | 0    |
| Island      | 2007    | 9      | 1    |
| Island      | 2008    | 8      | 0    |
| Island      | 2009    | 7      | 0    |
| Island      | 2010    | 1      | 0    |
| Island      | 2011    | 0      | 0    |
| Island      | 2012    | 5      | 0    |
| Island      | 2013    | 5      | 0    |
| Island      | 2014    | 7      | 0    |
| Island      | 2015    | 4      | 0    |
| Island      | 2016    | 6      | 0    |
| Island      | 2017    | 5      | 0    |
| Island      | 2018    | 6      | 0    |
| Island      | 2019    | 4      | 0    |
| Island      | 2020    | 2      | 0    |
| Celkově     | Celkově | 73     | 1    |

#### Reprezentační góly
Skóre a výsledky Islandu jsou vždy zapsány jako první. Góly Emila Hallfreðssona jsou zvýrazněny.
| Gól | Datum        | Místo                               | Soupeř    | Skóre | Výsledek | Soutěž                                            |
| --- | ------------ | ----------------------------------- | --------- | ----- | -------- | ------------------------------------------------- |
| 1.  | 8. září 2007 | Laugardalsvöllur, Reykjavík, Island | Španělsko | 1:0   | 1:1      | Kvalifikace na Mistrovství Evropy ve fotbale 2008 |

## Úspěchy
FH
- Besta deild karla: 2004